# Akebia longisepala
Akebia longisepala är en narrbuskeväxtart som först beskrevs av H.N.Qin, och fick sitt nu gällande namn av Christenh.. Akebia longisepala ingår i släktet akebior, och familjen narrbuskeväxter. Inga underarter finns listade i Catalogue of Life.